# Friedrich Wilhelm Willmann
Friedrich Wilhelm von Willmann (* 2. Junijul. / 13. Juni 1746greg. in Gramzda, Gouvernement Kurland; † 20. Januarjul. / 1. Februar 1819greg. in Karja) war ein estnisch-deutschbaltischer Schriftsteller, Volksaufklärer und Geistlicher.

## Leben
Friedrich Wilhelm Willmann wurde als Sohn eines Kronarchitekten geboren und studierte von 1766 bis 1768 an der Universität Göttingen Theologie. Nach einem weiteren Studienjahr an der Universität Königsberg (1768–1769), wo er unter anderem Hörer von Immanuel Kant war, war er kurzzeitig Hauslehrer und ab 1772 in Karja auf der Insel Saaremaa (Hilfs)Pastor. Von diesem Amt nahm er jedoch 1805 Abschied. Danach lebte er bis 1810 in Kuressaare, 1806 unternahm er eine Auslandsreise. Die letzten Lebensjahre verbrachte er auf dem Lande unweit von Karja.

## Werk
Willmann verfasste diverse aufklärerische Schriften und erzielte den größten Erfolg mit seinem Prosabuch Juttud ja teggud, das den deutschen Paralleltitel Fabeln und Erzählungen trägt, was auch den Inhalt korrekt wiedergibt. Das Buch enthält 51 Fabeln, 38 kurze Erzählungen und 125 Rätsel und war damit „das erste umfangreiche und sich um eine Hebung der Volksbildung bemühende estnische Lesebuch seiner Art“. Es erschien in erster Auflage 1782 und erlebte drei Neuauflagen (1787, 1804, 1838), die teilweise ohne Wissen des Autors veranstaltet (und bearbeitet) wurden. Einer der Bearbeiter war Otto Reinhold von Holtz, der mit Willmann, Friedrich Gustav Arvelius und Georg Gottfried Marpurg zu den wichtigsten deutsch-baltischen Wegbereitern der estnischen Literatur zählt.
Vorlage für Willmann war ein gleichartiges Buch, das Gotthard Friedrich Stender 1766 auf Lettisch veröffentlicht hatte und mit dem dieser zum Begründer der säkularen lettischen Literatur wurde. Stender seinerseits hatte die Geschichten häufig nach deutschen Vorbildern abgefasst.
Willmanns Buch hat einen deutlichen didaktischen Charakter, was man daran sehen kann, dass er am Ende einer Erzählung jeweils explizit die Moral erläutert. Vermutlich hatte er keine allzu hohe Meinung von den Esten und glaubte ihnen erklären zu müssen, dass die Tiere früher nicht gesprochen hätten, auch wenn das in einigen Fabeln der Fall sei. Daher ist trotz der Bedeutung des Buches in diesem Zusammenhang auch von einer „estophilen Gehirnwäsche“ gesprochen worden, da die Esten, wie man ihren Folkloretexten entnehmen kann, selbstverständlich wussten, wie eine Fabel aufzufassen ist.

## Trivia
Die Erstauflage von Juttud ja teggud war lange Zeit verschollen und wurde erst 1953 von Otto Alexander Webermann in der Niedersächsischen Staats- und Universitätsbibliothek Göttingen entdeckt, wo heute das einzige erhaltene Exemplar aufbewahrt wird. 1975 erschien hiervon eine Facsimile-Ausgabe in Tallinn.

## Bibliographie
- Juttud ja teggud / kui ka Monningad Öppetussed mis maiapiddamisse pärrast tarwis lähtwad (wörtliche Übersetzung: 'Erzählungen und Taten nebst einiger Lehren, die im Haushalt notwendig sind'; Deutscher Paralleltitel: 'Fabeln und Erzählungen zur Verbeßerung des Wizzes und Sitten der Ehsten, nebst einem Anhang von oeconomischen Regeln…'). Tallinn: Lindworsse kirjadega 1782. 227 S.
- Ellamisse-Juhhataja ('Lebensleitfaden'; Deutscher Paralleltitel: 'Christliches Sitten-Büchlein, als Lesebuch in den Schulen, dem Ehstnischen Landvolke gewidmet'.) Tallinn: Iwerseni ja Wemeri kirjadega 1793. 100 S.

## Sekundärliteratur
- Arved von Schmidt: Die Pastoren Oesels seit der Reformation. Tartu 1939. S. 77
- Otto Alexander Webermann: Ein estnisches Unikum in Göttingen. In: Ural-Altaische Jahrbücher. Band 31, 1959, S. 491–502.
- Aarne Vinkel: Mõningaid mõistatusi seoses Fr W. Willmanni juttude ja tegudega. In: Keel ja Kirjandus. 6, 1961, 326–337.
- Aarne Vinkel: Eesti rahvaraamat. Ülevaade XVIII ja XIX sajandi lugemisvarast. Eesti Raamat, Tallinn 1966, S. 33–45.
- Aarne Vinkel: „Juttudest ja Teggudest“ „Juttude ja Moistatusteni“. In: Keel ja Kirjandus. 6, 1971, S. 358–362.
- Malle Salupere: Täiendust teadmistele F.W. Willmanni kohta. In: Keel ja Kirjandus. 3, 1982, S. 152–153.
- Jaan Undusk: Adressat und Sprache im deutschbaltischen Literaturraum. In: Obst, Ulrich et al. (Hrsg.): Balten – Slaven – Deutsche: Aspekte und Perspektiven kultureller Kontakte. Festschrift für Friedrich Scholz zum 70. Geburtstag. Münster  (= Veröffentlichungen des Slavisch-Baltischen Seminars der Universität Münster. Band 1). S. 347–361.
- Carola L. Gottzmann, Petra Hörner: Lexikon der deutschsprachigen Literatur des Baltikums und St. Petersburgs. De Gruyter, Berlin 2007, ISBN 978-3-11-019338-1, S. 1411.